# Sound of Seduction
I Sound of Seduction sono stati un gruppo musicale danese attivo dal 1992 al 1996 e formato da Remee, Christina Groth e Marie Hecht.

## Storia del gruppo
Il gruppo è nato da un'idea del discografico Jesper Wennick e del produttore musicale Chief 1. I Sound of Seduction sono rimasti in attività fino al 1996, producendo tre album in studio fra il 1993 e il 1995, seguiti nel 1996 da una raccolta con tutti i singoli. Nella loro carriera hanno venduto più di 70.000 dischi in Danimarca.

## Discografia

### Album
- 1993 – Time Is Running Out
- 1994 – A Cozy Condition
- 1995 – Welcome

### Raccolte
- 1996 – The Very Best of S.O.S.

### Singoli
- 1993 – Caravan of Love
- 1993 – From All of Us...
- 1993 – C.L.A.P. Your Handz
- 1993 – Feel Like Dancin'
- 1994 – Love's What I Want
- 1994 – A Love Like 7
- 1994 – Queen of Your Fantasy
- 1995 – Welcome
- 1995 – For You to Remember
- 1995 – Until I'm Satisfied
- 1996 – We Could Have Been